# Žarkovskij
Žarkovskij (in russo Жарковский?) è un insediamento di tipo urbano della Russia europea nell'oblast' di Tver'; è il centro amministrativo del rajon Žarkovskij.
Si trova sul fiume Meža (affluente della Dvina occidentale), 324 km a sud-ovest di Tver'.